# Средняя (Ленинградская область)
Средняя — деревня в Винницком сельском поселении Подпорожского района Ленинградской области.

## История
В конце XIX — начале XX века деревня административно относилась к Пелдушской волости 2-го стана 2-го земского участка Тихвинского уезда Новгородской губернии.

СРЕДНЕЕ — деревня Лавровского сельского общества, число дворов — 13, число домов — 13, число жителей: 43 м. п., 45 ж. п.; 

Занятие жителей — земледелие, лесные заработки. Земская школа. (1910 год)

С 1917 по 1918 год деревня входила в состав Пелдушской волости Тихвинского уезда Новгородской губернии.
С 1918 года в составе Череповецкой губернии.
С 1927 года в составе Лавровского сельсовета Винницкого района. В 1927 году население деревни составляло 119 человек.
С 1928 года в составе Ярославского сельсовета.
С 1928 года в составе Ярославского сельсовета.

Деревня Средняя на карте 1932 года

Согласно карте Ленинградской области Северо-западного аэрогеодезического треста ГГУ издания 1932 года деревня называлась Среднее и насчитывала 12 крестьянских дворов.
По данным 1933 года деревня Средняя входила в состав Ярославского вепсского национального сельсовета Винницкого национального вепсского района.

Деревня Средняя на карте 1940 года

Согласно топографической карте РККА 1940 года Средняя входила в куст деревень Ярославичи.
В 1958 году население деревни составляло 53 человека.
С 1963 года в составе Лодейнопольского района.
С 1965 года в составе Подпорожского района.
По данным 1966, 1973 и 1990 годов деревня Средняя также входила в состав Ярославского сельсовета.
В 1997 году в деревне Средняя Ярославской волости проживали 8 человек, в 2002 году — 7 человек (вепсы — 86 %).
В 2007 году в деревне Средняя Винницкого СП также проживали 7 человек.

## География
Деревня расположена в юго-западной части района на автодороге 41К-738 (подъезд к деревне Лашково).
Расстояние до административного центра поселения — 32 км.
Расстояние до ближайшей железнодорожной станции Подпорожье — 105 км.
Деревня находится в междуречье Ояти и Тянуксы.

## Демография
| 1910 | 1927 | 1958 | 1997 | 2007 | 2010 | 2017 |
| ---- | ---- | ---- | ---- | ---- | ---- | ---- |
| 88   | ↗119 | ↘53  | ↘8   | ↘7   | ↘5   | →5   |

### Национальный состав
Согласно данным Всероссийской переписи населения 2021 года в деревне проживал 1 человек, вепс.

## Улицы
Зелёная.